# Nguyễn Trọng Trúc
Nguyễn Trọng Trúc (12 tháng 04 năm 1943 tại Hà Nội - 29 tháng 11 năm 2017 tại Thành phố Hồ Chí Minh ) là một nhà quản lý thể thao Việt Nam, người đã có hơn nửa thế kỷ gắn bó với bóng bàn Việt Nam. Ông chính là người đồng sáng lập và đã gắn bó, đồng hành cùng Giải Bóng bàn Quốc tế Cây Vợt Vàng trong suốt hơn 30 năm cho đến khi qua đời vào tháng 11 năm 2017..

## Tuổi trẻ
Nguyễn Trọng Trúc được sinh ra trong một gia đình có cha mẹ là người lao động cần cù. Nhà ông lúc đầu ở phố Khâm Thiên, một khu dân cư đông đúc với đủ mọi tầng lớp người dân sinh sống. Phố Khâm Thiên là một phố dài 1170 mét, từ ngã tư Khâm Thiên –Lê Duẩn đến Ô Chợ Dừa, phố này có tới 26 ngõ, nhiều ngõ mang tên các xóm cũ Tương Thuận, Trung Tiền, Trung Tả (bên số chẵn) và Tô Tiền, Lệnh Cư, Thổ Quan (bên số lẻ).
Từ nhỏ Nguyễn Trọng Trúc đã thích tham gia các hoạt động văn hóa, văn nghệ (hát, kịch nói), chơi thể thao... mà các trường học hồi đó rất chú trọng tuyển chọn học sinh tham gia. Ông bắt đầu tập luyện bóng bàn tại nhà riêng ở 31 hàng Chuối, quận Hai Bà Trưng, Hà Nội vào hè năm 1956 (có thời gian ông còn tập cả quyền anh lò Võ sỹ Phan Sang, một võ sỹ nổi tiếng ở Hà Nội lúc bấy giờ). Hè 1957 ông tham gia lớp Bóng bàn Thanh thiếu niên Nghiệp dư tại Câu lạc bộ Ba Đình do Sở Thể dục thể thao Hà Nội mở dưới sự hướng dẫn, huấn luyện của Huấn luyện viên Vũ Đạo Trường và Nguyễn Văn Vịnh.
Cũng từ đó, thời gian học tập, tập luyện của Nguyễn Trọng Trúc luôn gắn với những địa chỉ là trung tâm huấn luyện ở Nhổn (cách Hà Nội khoảng 10 km) và Từ Sơn (cách Hà Nội khoảng 30 km), cũng có khi là ở các sân vận động Long Biên, Hàng Đẫy... nơi có các môn bóng đá, bóng bàn, điền kinh...của các thanh thiếu niên mọi lứa tuổi, của cả giới chuyên nghiệp và dân phong trào cùng tập luyện. Hồi đó ở Hà Nội không có nhiều nơi để chơi bóng bàn như bây giờ. Nhiều nơi công cộng có đặt các bàn bóng bàn bằng đá ngoài trời cho trẻ em chơi thỏa thích, nhưng phong trào bóng bàn cũng không được duy trì thường xuyên bởi máy bay Mỹ ném bom miền Bắc từ 1965 đến hết 1972, và sau khi thống nhất đất nước năm 1975 phong trào bóng bàn mới dần dần được khôi phục trở lại.
Sau gần 2 năm tập luyện kỹ thuật cơ bản tốt và tham gia các giải thi đấu tại Hà Nội, Nguyễn Trọng Trúc tiến bộ nhanh và nhất là từ khi chuyển sang lối đánh cầm vợt dọc đẩy trái, vụt thuận tay của Trung Quốc; được đánh giá là có triển vọng và có lối đánh tấn công hiện đại (lúc này ông đã học xong lớp 9 trường cấp 3 Thăng Long Hà Nội) nên cuối năm 1959 ông được chọn vào lớp thanh thiếu niên thí điểm của Bộ môn Bóng bàn Trung ương và sau đó: được tuyển chính thức vào biên chế của Trường Huấn luyện Kỹ thuật Thể dục thể thao Trung ương với tư cách là vận động viên bóng bàn ngày 28 tháng 07 năm 1960 (nay là Trung tâm Huấn luyện Thể thao Quốc gia I Nhổn – Từ Liêm, Hà Nội). Cũng từ ngày đó, ông chính thức bước vào hoạt động bóng bàn cho tới tận sau này.

### Gia đình riêng
Tháng 8 năm 1979 Nguyễn Trọng Trúc kết hôn với bà Hoàng Thúy Hoa - một phát thanh viên truyền hình và có với nhau một người con gái là Nguyễn Hoàng Nguyệt Ánh và một người con trai là Nguyễn Hoàng Anh.

## Sự nghiệp huấn luyện và quản lý
- Tổng Thư ký Hội Bóng bàn nước Cộng hòa xã hội chủ nghĩa Việt Nam từ 1983 đến 1991.
- Ủy viên Thường vụ Ban Chấp hành Liên đoàn bóng bàn nước Cộng hòa xã hội chủ nghĩa Việt Nam nhiệm kỳ từ 1991 đến 1996, từ 2006 đến 2010.
- Phó Chủ tịch Liên đoàn Bóng bàn nước Cộng hòa xã hội chủ nghĩa Việt Nam 2 nhiệm kỳ từ 1997 đến 2002, từ 2002 đến 2006.
- Huấn luyện viên, Huấn luyện viên trưởng Đội tuyển Bóng bàn nước Việt Nam Dân chủ Cộng hòa từ 1972 đến 1975.
- Huấn luyện viên, Huấn luyện viên trưởng Đội tuyển Bóng bàn nước Cộng hòa xã hội chủ nghĩa Việt Nam từ 1975 đến 1992.
- Trưởng Bộ môn Bóng bàn của Tổng cục Thể dục Thể thao Việt Nam từ tháng 06 năm 1979 đến tháng 12 năm 1985.
- Trưởng Bộ môn bóng bàn Sở Thể dục Thể thao thành phố Hồ Chí Minh từ 1986 đến hết 2005.
- Chủ nhiệm CLB bóng bàn thành phố Hồ Chí Minh  từ 1990 đến 2005.
- Phó Chủ tịch Thường trực kiêm Tổng Thư ký Liên đoàn Bóng bàn thành phố Hồ Chí Minh từ 1990 đến 2017.

## Qua đời
Ông Nguyễn Trọng Trúc đã qua đời vào hồi 2h giờ 50 phút ngày 29 tháng 11 năm 2017, tại bệnh viện Đại học Y dược thành phố Hồ Chí Minh, nơi ông điều trị những ngày cuối đời. Ông hưởng thọ 75 tuổi (tuổi âm).

## Khen thưởng
- Tháng 3 năm 1991 được tặng Huy chương vì Sự nghiệp Thể dục thể thao do Bộ trưởng Trần Hoàn ký.[2]
- Tháng 8 năm 1996 được tặng “Huy chương vì Thế hệ Trẻ” vì có công đóng góp đào tạo thế hệ trẻ do Trung ương Đoàn Thanh Niên Cộng sản Hồ Chí Minh tặng.[2]
- Tháng 9 năm 2010 được nhận Huy chương 30 năm tuổi Đảng.[2]
- Nhân kỷ niệm 60 năm (27 tháng 3 năm 1946-27 tháng 3 năm 2006) và 65 năm (27 tháng 3 năm 1946-27 tháng 3 năm 2011) ngày thành lập ngành Thể dục thể thao Việt Nam, ông Nguyễn Trọng Trúc đã nhận Kỷ niệm chương khắc lớn nội dung: “Tặng đồng chí Nguyễn Trọng Trúc đã có nhiều công sức xây dựng ngành”.[2]
- Bằng khen tham gia “Xây dựng đắp phòng tuyến Sông Cầu 1977- 1978“.[2]
- Nhiều bằng khen của Tổng cục Thể dục thể thao, Bộ Văn hóa Thể thao, Ủy ban Thể dục thể thao về thành tích Quản lý, huấn luyện chỉ đạo đội tuyển Việt Nam Dân chủ Cộng hòa 1972- 1973; đội tuyển Cộng hòa Xã hội Chủ nghĩa Việt Nam các năm 1989 – 1991; đội tuyển trẻ Bóng bàn Việt Nam năm 2002; Tổ chức thành công Đại hội Thể dục thể thao SEA Games lần thứ 22 – 2003 tại Việt Nam với tư cách là Phó Chủ tịch Ủy ban Tổ chức Bóng bàn Đại hội SEA Games lần thứ 22; Giải Bóng bàn Vô địch Đông Nam Á lần thứ 04 tổ chức tại thành phố Hồ Chí Minh 2014; Tổ chức liên tục thành công giải Quốc tế Cây vợt Vàng Mở rộng, giải Vô địch Bóng bàn Đông Nam Á 2004, và nhiều Bằng khen của Ủy ban nhân dân thành phố Hồ Chí Minh từ năm 1989 đến 2009.[2]
- Nhân kỷ niệm 30 năm tổ chức Giải Quốc tế Cây Vợt Vàng mở rộng năm 2016, được tặng bằng khen của Ủy ban Olympic quốc gia Việt Nam: “ Đã có nhiều đóng góp cho việc sáng lập và tổ chức thành công Giải Quốc tế Cây Vợt Vàng mở rộng trong suốt 30 năm”.[2]